# As a Boy Dreams
As a Boy Dreams è un cortometraggio muto del 1911 diretto da Thomas H. Ince e interpretato da Mary Pickford con il fratello Jack Pickford.
Mary Pickford e il fratello Jack avevano già rispettivamente 18 e 14 anni, ma grazie al loro fisico minuto e al loro aspetto giovanile continueranno per molti anni ad interpretare con disinvoltura parti di bambini.

## Trama
Un ragazzino americano sogna di vivere una straordinaria avventura a bordo di un vascello e di riuscire alla fine ad impadronirsi di un tesoro nascosto in un'isola remota, sconfiggendo bande di pirati e conquistando il cuore della figlia del capitano. Ma sul più bello il padre lo sveglia e lo richiama alla realtà e al suo dovere di spaccare la legna per la casa.

## Produzione
Il film fu prodotto dall'Independent Moving Pictures Co. of America (IMP).

## Distribuzione
Il film - un cortometraggio in una bobina - uscì nelle sale statunitensi il 24 aprile 1911, distribuito dalla Motion Picture Distributors and Sales Company. Nel 2007, il cortometraggio è stato inserito in un'antologia dal titolo Nickelodia - Volume 2 (1909 - 1915) e distribuito in DVD il 14 maggio con un accompagnamento musicale al pianoforte di Frederick Hodges.